# Piège sur Internet (téléfilm)
Pour plus de détails, voir Fiche technique et Distribution.
Piège sur Internet (Every Mother's Worst Fear) est un téléfilm américain diffusé en 1998 et réalisé par Bill Norton .

## Synopsis
Une adolescente qui tente de fuir ses problèmes par le biais d'Internet y fait une fâcheuse rencontre et se retrouve entraînée dans un réseau pornographique
A seize ans, Martha Hoagland traverse une période difficile. Pour oublier ses problèmes, elle surfe sur Internet. C'est là qu'elle rencontre une personne qui semble enfin la comprendre. Après une violente dispute avec sa mère, elle part rejoindre l'inconnu à Pittsburg. Dès son arrivée, Martha comprend qu'elle a commis une grave erreur. Elle se retrouve enfermée dans un entrepôt avec l'homme pour lequel travaillait son mystérieux correspondant. La jeune fille est entraînée dans un réseau spécialisé dans la vente de vidéos pornographiques

## Fiche technique
- Réalisateur : Bill Norton
- Année de production : 1998
- Durée : 91 minutes
- Format : 1,33:1, couleur
- Son : stéréo
- Dates de premières diffusions :
  -  États-Unis : 19 aout 1998 sur Lifetime
  -  France : 1er mai 1999 sur TF1
- Interdit aux moins de 10 ans

## Distribution
- Cheryl Ladd: Connie Hoagland
- Jordan Ladd: Martha Hoagland
- Robert Wisden: Jeff Hoagland
- Blu Mankuma: Détective Maris
- Ted McGinley: Scanman
- Vincent Gale: Drew Pederson